# Livingston Open 1984
Il Livingston Open 1984 è stato un torneo di tennis giocato sul cemento. È stata la 1ª edizione del torneo, che fa parte del Volvo Grand Prix 1984. Si è giocato a Livingston negli Stati Uniti dal 30 luglio al 6 agosto 1984.

## Campioni

### Singolare
Johan Kriek ha battuto in finale  Michael Westphal con il punteggio di 6–2, 6–4

### Doppio
Scott Davis /  Ben Testerman hanno battuto in finale  Paul Annacone /  Glenn Michibata con il punteggio di 6–4, 6–4